# Joan Gregson
Pour les articles homonymes, voir Gregson.
Joan Gregson, née en 1933 à Paris, est une actrice franco-canadienne.

## Biographie
Née à Paris en 1933, d'une mère canadienne et d'un père britannique, elle arrive en Nouvelle-Écosse avec sa mère devenue veuve en 1938. Là-bas, elle commence le théâtre d'abord à l'école puis dans des compagnies amatrices.
Elle rejoint la compagnie du Neptune Theatre à sa fondation par Leon Major en 1962 et y restera pendant près de 30 ans avant de quitter son pays pour Toronto.

## Filmographie

### Cinéma
- 1973 : Odyssée sous la mer : Dobson
- 1992 : Buried on Sunday : La libraire
- 1995 : Les Amants du nouveau monde : Elizabeth Cheever
- 1998 : Eb & Flo : Flo (court-métrage)
- 2004 : The Limit : Nora St. George
- 2004 : Confession secrète : Madame Donelly
- 2006 : Hollywoodland : La vendeuse
- 2008 : The Neighbours : Linda
- 2008 : Et après : La belle-mère de Kay
- 2008 : Jack and Jill vs. the World : Madame Bradley
- 2013 : The Last Round : La vieille dame (court-métrage)
- 2016 : The Masked Saint : Madame Beasley
- 2017 : Don't Talk to Irene : Millie
- 2018 : We : Claire
- 2019 : Astronaut : Frannie
- 2019 : Ça : Chapitre 2 : Madame Kersh
- 2019 : The Last of Ian Campbell : Nosey Rosey (court-métrage)
- 2019 : Astronaut de Shelagh McLeod : Frannie
- 2021 : Awake : Sleeper

### Télévision
- 1993 : Life with Billy : Winnie Stafford (téléfilm)
- 1996 : Les Contes d'Avonlea : Mission Matron (1 épisode)
- 1996 : Under the Piano : Dame #1 (téléfilm)
- 1996-1997 : Black Harbour : Frances Hubbard (14 épisodes)
- 1998 : Les Enfants de Plumfield : Marmee (1 épisode)
- 1998 : Made in Canada : La femme aux funérailles (1 épisode)
- 1998 : Rescuers: Stories of Courage: Two Families : Villageoise #2 (téléfilm)
- 1999 : Sea People : Madame McRae (téléfilm)
- 1999 : Coupable probablement : Dr. Anna Keene (téléfilm)
- 1999 : La Tempête du siècle : Della Bissonette (mini-série)
- 2000 : Jett Jackson : Miss Creeger (1 épisode)
- 2000 : Un match au sommet : Miss Jenson (téléfilm)
- 2000 : Harlan County War : Florence Reese (téléfilm)
- 2000 : Le grand amour : Infirmière Charlotte (téléfilm)
- 2000 : Trapped in a Purple Haze : Eloise Marshall (téléfilm)
- 2000-2001 : Mystère Zack : Leah Greenburg (4 épisodes)
- 2001 : Et Dieu créa Sœur Mary : La femme sourde (téléfilm)
- 2001 : Dangereuses fréquentations au Zebra Lounge : Grand-mère Margaret (téléfilm)
- 2001 : The Associates : Lydia (5 épisodes)
- 2002 : Doc : Grand-mère (1 épisode)
- 2002 : The 5th Quadrant : Professeur Illyana Daystrom (1 épisode)
- 2002 : Etrange voisinage : Dr. Friedlander (téléfilm)
- 2002 : Le Visiteur de Noël : Miss Kearney (téléfilm)
- 2002 : Torso: The Evelyn Dick Story : La matrone (téléfilm)
- 2003 : Mutant X : Patty Paxton (1 épisode)
- 2004 : Wonderfalls : Helen Bradley (1 épisode)
- 2004 : Puppets Who Kill : La mère de Joe (1 épisode)
- 2005 : Méthode Zoé : Linda (1 épisode)
- 2005 : 72 Hours: True Crime : Marnie (1 épisode)
- 2005 : Sue Thomas, l'œil du FBI : Karen Bruner (1 épisode)
- 2005 : Les cavaliers du sud du Bronx : La vieille femme riche (téléfilm)
- 2006 : The Way : Francie McCoy (téléfilm)
- 2006 : La Course au mariage : Laraine (téléfilm)
- 2006 : Shades of Black: The Conrad Black Story : Doris Phillips (téléfilm)
- 2008 : Anne of Green Gables: A New Beginning : Hepzibah Leach (téléfilm)
- 2010 : Les Enquêtes de Murdoch : Rebecca Hastings (1 épisode)
- 2010 : Pure Pwnage : Madame Fraser (2 épisodes)
- 2010 : Amoureuse à Noël : Madame Greenberg (téléfilm)
- 2010 : Ma baby-sitter est un vampire : Grand-mère (téléfilm)
- 2010 : Patricia Cornwell : Tolérance zéro : Vivian Finlay (téléfilm)
- 2011 : Skins : Batia (1 épisode)
- 2011 : She's the Mayor : Maryanne (1 épisode)
- 2011 : La Petite Mosquée dans la prairie : Madame Thomas (1 épisode)
- 2011-2012 : Ma baby-sitter est un vampire : Grand-mère (26 épisodes)
- 2012 : Haven : June Cogan (1 épisode)
- 2012 : Nikita : La vendeuse (1 épisode)
- 2013 : Copper : Margaret Sullivan (1 épisode)
- 2013 : The Great Martian War 1913 - 1917 : Nerys Vaughan (téléfilm)
- 2015-2016 : Rogue : Jackie Till (3 épisodes)
- 2015-2017 : Saving Hope, au-delà de la médecine : Madame Crace (3 épisodes)
- 2016 : Four in the Morning : LJ (1 épisode)
- 2016 : The Beaverton : Elaine Jensen (1 épisode)
- 2017 : Shadowhunters : Helen (1 épisode)
- 2017 : Bienvenue à Schitt's Creek : Joan (1 épisode)
- 2017 : Dre Mary : mort sur ordonnance : Nora Remington (1 épisode)
- 2017 : L.M. Montgomery's Anne of Green Gables: The Good Stars : Tante Josephine Barry (téléfilm)
- 2017-2018 : Salvation : Nero (8 épisodes)
- 2018 : Soupçon de magie : Madame Hannah (1 épisode)
- 2019 : First Person : Barb (1 épisode)
- 2019 : Blood & Treasure : Elke, âgée (1 épisode)
- 2020 : The Hardy Boys : Anya Kowalski (2 épisodes)
- 2020 : Les Enquêtes de Murdoch : La femme sur le canapé (2 épisodes)
- 2020 : Y a-t-il un meurtrier dans ma famille? : Louise Bellak (téléfilm)
- 2021 : American Gods : Helen (1 épisode)

## Voix françaises
- Frédérique Cantrel dans :
  - Et après (2008)
  - Salvation (2017-2018)
  - Ça : Chapitre 2 (2019)
  - Y a-t-il un meurtrier dans ma famille? (2020)

- Lily Baron dans Hollywoodland (2006)
- Blanche Ravalec dans Amoureuse à Noël (2010)